# 総登録トン数
総登録トン数（そうとうろくトンすう、英語: gross register tonnage、GRT）は船の容積を、100立方フィートを1トンと定めた登録トンで表したもの。算出に使う容積は船内の密閉空間の容積を合計して求める。
総登録トン数から貨物を運搬できない空間の容積を除いたものを純登録トン数（英語: net register tonnage）という。

## 歴史
総登録トン数は1854年のムーアサム・コミッションで定義された。その後、1969年7月23日、国際海事機関が「船舶のトン数の測度に関する国際条約」 (The International Convention on Tonnage Measurement of Ships) を採択し、総登録トン数と純登録トン数はそれぞれ総トン数と純トン数に切り替えられた。この条約は1982年7月18日に発効され、発効日以降に建造されたすべての船に新規則が適用されている。すでに就航していた船については、トン数に応じて港湾料金などの諸費用・税金が決まるため、保護策として12年間の移行期間が設定された。
1994年7月18日に移行期間が終了し、現在は総トン数と純トン数のみが船の容積を表す国際的な指標となっている。